# Conseil tenu par les rats
Conseil tenu par les rats est la deuxième fable du livre II de Jean de La Fontaine situé dans le premier recueil des Fables de La Fontaine, édité pour la première fois en 1668.
Inspirée d'une fable médiévale anglaise sur les souris qui discutent de la façon de rendre un chat inoffensif : on suggère d'accrocher une cloche autour de son cou, et toutes les souris approuvent l'idée mais aucune n'est disposée à le faire. Reprise par Eustache Deschamps (Le Chat et les Souris), puis par Jean de La Fontaine.

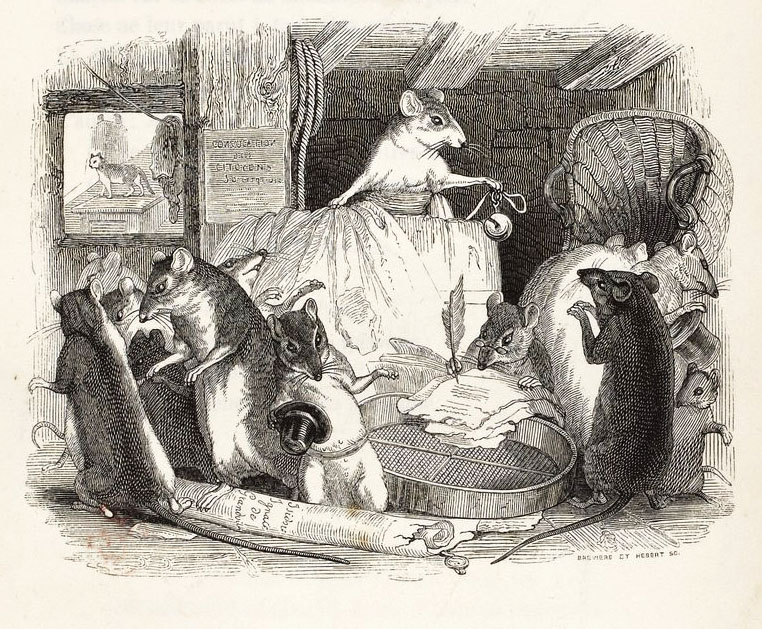
Illustration par Grandville

## Texte
CONSEIL TENU PAR LES RATS
[Abstemius]

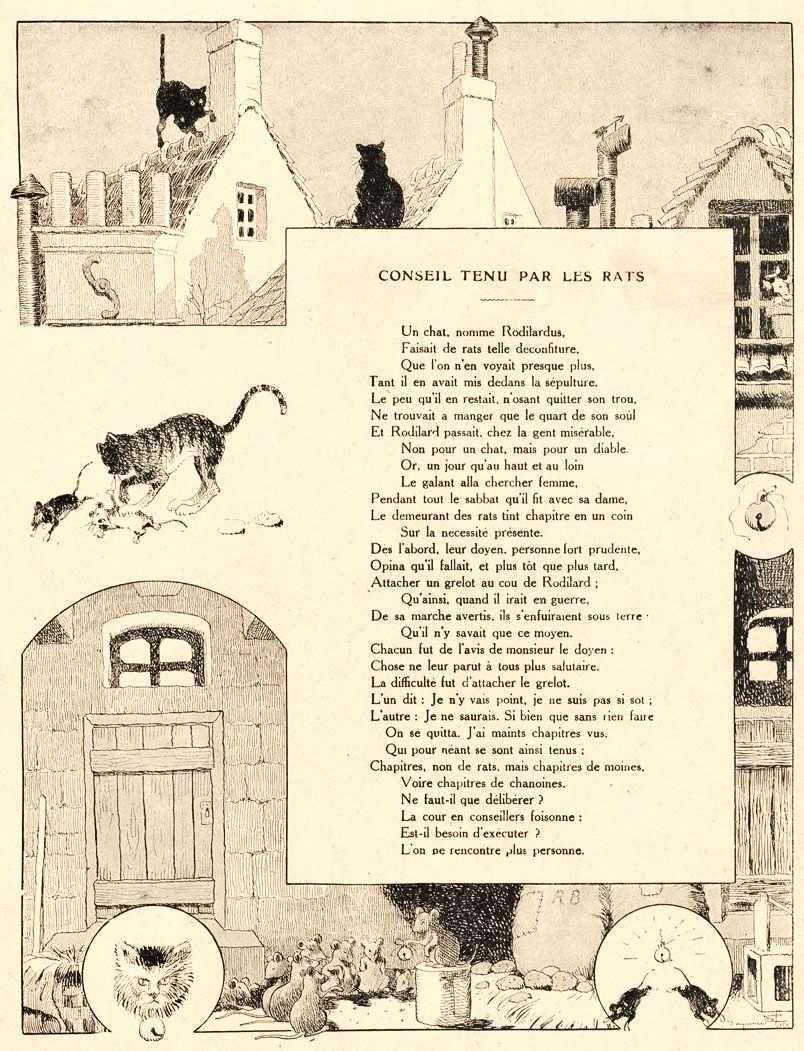
Illustration de Benjamin Rabier (1906)

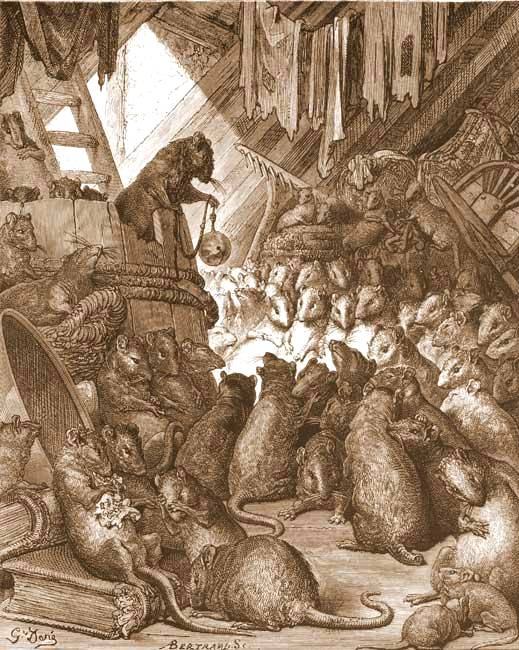
Illustration de Gustave Doré (1867)

              Un Chat, nommé Rodilardus (1),
          Faisait de Rats telle déconfiture (2)
               Que l'on n'en voyait presque  plus,
Tant  il en avait mis dedans la sépulture.
Le  peu qu'il en restait, n'osant quitter son trou,
Ne  trouvait à manger que le quart de son soû (3) ;
Et  Rodilard passait, chez la gent (4) misérable,
               Non pour un chat, mais pour un diable.
               Or, un jour qu'au haut et au  loin
               Le galand (5) alla chercher femme,
Pendant  tout le sabbat (6) qu'il fit avec sa dame,
Le  demeurant des Rats tint chapitre (7) en un coin
               Sur la nécessité (8) présente.
Dès  l'abord, leur Doyen (9), personne fort prudente,
Opina  qu'il fallait, et plus tôt que plus tard,
Attacher  un grelot au cou de Rodilard ;
               Qu'ainsi, quand il irait en  guerre,
De  sa marche avertis ils s'enfuiraient sous terre ;
               Qu'il n'y savait que ce moyen.
Chacun  fut de l'avis de Monsieur le Doyen :
Chose  (10) ne leur parut à tous plus salutaire.
La  difficulté fut d'attacher le grelot.
L'un  dit : " Je n'y vas (11) point, je ne suis pas si sot ";
L'autre  : " Je ne saurais." Si bien que sans rien faire
          On se quitta. J'ai maints chapitres  vus,
          Qui pour néant se sont ainsi tenus ;
Chapitres,  non de Rats, mais chapitres de moines,
               Voire chapitres de chanoines.
Ne faut-il que délibérer,
               La cour en conseillers foisonne ;
               Est-il besoin d'exécuter,
               L'on ne rencontre plus personne.
Vocabulaire
(1) Nom à consonance latine qui se trouve chez Rabelais, qui donne une série de noms de cuisiniers se terminant par -lard (Quart Livre, chapitre LXVII) et signifie Rongelard
(2) au XVIIème, le mot signifiait "déroute générale d'une armée". Mot du registre comique
(3) Manger à demi son soûl, c'est ne manger que la moitié de ce qu'il faut pour se rassasier (dictionnaire de Furetière) . Graphie conservée, nécessaire pour la rime (soûl)
(4) Nation
(5) Mot à double sens : gaillard un peu fripon ou homme adroit, dangereux (écrit presque toujours "Galand" chez La Fontaine) ou homme honnête, amoureux (écrit presque toujours "Galant" chez La Fontaine).
(6) grand bruit, crierie telle qu'on s'imagine qu'on fait au sabbat (dictionnaire de Furetière)
(7) Assemblée que tiennent les chanoines (dans les cathédrales), les religieux (les moines dans les monastères) et les ordres militaires pour délibérer de leurs affaires et réguler leur discipline (dictionnaire de Furetière)
(8) la disette, la famine, le besoin extrême (dictionnaire de Richelet)
(9) Celui qui est le plus ancien dans une maison, dans une société (dictionnaire de Furetière)
(10) rien ne...
(11) je n'y vais...(courant au XVIIe siècle)

## Mise en musique
Isaac Albeniz (1890)
Florent Schmitt (1948)
Les Frères Jacques (1963)